# آرنه ريسا
آرنه ريسا (بالنرويجية البوكمول: Arne Risa)‏ هو عداء مسافات طويلة نرويجي، ولد في 5 مايو 1944 في برغن في النرويج.

## وصلات خارجية
- آرنه ريسا على موقع رابطة إحصائيات سباق الطريق (الإنجليزية)
- آرنه ريسا على موقع أوليمبيديا (الإنجليزية)